# Shall We Dance? (1996)
Shall we dance? (japanska: Shall we ダンス?, Shall we dansu??) är en japansk prisbelönad film från 1996. Dess japanska titel refererar till sången "Shall We Dance" i Rodgers och Hammersteins musikal Kungen och jag. Filmen regisserades av Masayuki Suo.

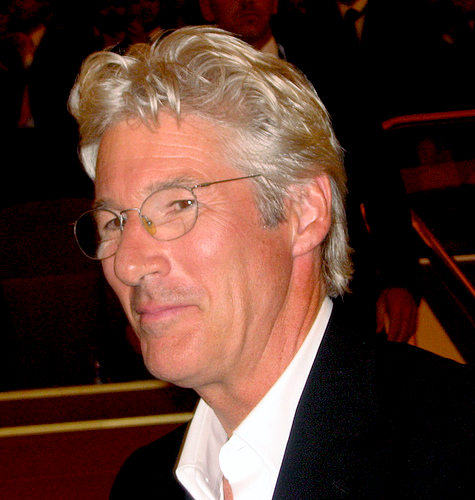
Richard Gere som medverkar i den amerikanska nyinspelningen.

2004 gjordes en amerikansk nyinspelning av filmen med samma namn, Shall We Dance?. I nyinspelningen medverkar bland andra Richard Gere, Susan Sarandon och Jennifer Lopez.

## Handling
Filmen handlar om en man som gör på samma sätt varenda dag. Han är trött på sitt liv. Mannen ser en kvinna i ett fönster och bestämmer sig för att ta reda på vem hon är. Hon leder en danskurs. Han börjar i den och blir riktigt bra.

## Rollista
- Herr Sugiyama - Koji Yakusho
- Fru Sugiyama - Hideko Hara
- Mai - Tamiyo Kusakari
- Aoki - Naoto Takenaka
- Toyoko - Eriko Watanabe
- Hattori - Yu Tokui
- Tanaka - Hiromasa Taguchi
- Tamako - Reiko Kusamura

## Mottagande
Shall We Dansu erhöll en 93-procentig rating från Rotten Tomatoes (färska: 28 ruttna: 2). Roger Ebert skrev i Chicago Sun Times att Shall We Dansu är "one of the more completely entertaining movies I've seen in a while--a well-crafted character study that, like a Hollywood movie with a skillful script, manipulates us but makes us like it." 
Filmen hade framgång i amerikanska biografer och förtjänade cirka 9,7 miljoner dollar under dess release i USA.

## Priser
Filmen vann 15 olika priser vid Japanska filmakademins prisutdelning:
- Bästa manliga huvudroll, bästa kvinnliga huvudroll, Bästa konstnärliga ledning, Bästa foto, Årets regissör, Bästa klippning, Bästa ljussättning, Bästa filmmusik, Årets filmmanus, Bästa ljud, Bästa manliga biroll, Bästa kvinnliga biroll, Årets nykomling. Filmen har dessutom vunnit flera andra priser, utöver de filmen fick av Japanska filmakademin.[4]